# 北方枸杞
北方枸杞（学名：Lycium chinense var. potaninii）为枸杞属枸杞的一个变种。

## 特点
不同于枸杞，叶通常呈披针形、矩圆状披针形或条状披针形；花冠裂片的边缘缘毛稀疏、基部耳不显著；雄蕊稍长于花冠。果实为长条椭圆形。

## 分佈
分佈在河北北部、山西北部、陕西北部、内蒙古、宁夏、甘肃西部、青海东部和新疆。

## 扩展阅读
- 維基物種上的相關：北方枸杞